# Liste deutschsprachiger Schriftsteller/E

## Eb
- Martin Ebbertz (1962)
- Christoph Daniel Ebeling (1741–1817)
- Elisabeth Ebeling (1828–1905)
- Jörn Ebeling (1939–2006)
- Dieter Ebels (1955)
- Alfred Ebenhoch (1855–1912)
- Michel Eberhardt (1913–1976)
- Adelheid Eberhardt-Bürck (1836–1914)
- Dieter G. Eberl (1929–2013)
- Johann Eberlin von Günzburg (≈1470–1533)
- Erich Ebermayer (1900–1970)
- Georg Ebers (1837–1898)
- Volker Ebersbach (1942)
- Günter Ebert (1925–2006)
- Karl Egon Ebert (1801–1882)
- Elsbeth Ebertin (1880–1944)
- Jeannie Ebner (1918–2004)
- Marie von Ebner-Eschenbach (1830–1916)

## Ec
- Dietrich Eckart (1868–1923)
- Gabriele Eckart (1954)
- Carl von Ecke, eigentlich Clara von Kameke (1850–1915)
- Wolfgang Ecke (1927–1983)
- Christopher Ecker (1967)
- Jakob Ecker (1851–1912)
- Fritz Eckerle (1877–1925)
- Johann Peter Eckermann (1792–1854)
- Edeltraud Eckert (1930–1955)
- Guido Eckert (1964)
- Hella Eckert (1948)
- Horst Eckert (1959)
- Fritz Eckhardt (1907–1995)
- Klaus Eckhardt (1949–2012)
- Heinrich Eckmann (1893–1940)
- Ernst Eckstein (1845–1900)
- Bertha Eckstein-Diener (1874–1948)

## Ed
- Edmund Edel (1863–1934)
- Peter Edel (1921–1983)
- Wiebke Eden (1968)
- Ruth Eder (1947)
- Anselm Edling (1741–1794)
- Matthias Edlinger (1972)
- Kasimir Edschmid, eigentlich Eduard Schmid (1890–1966)
- Ulrike Edschmid (1940)
- Georg Edward (1869–1969)

## Ee
- Bruno Eelbo (1853–1917)

## Eg
- Rudolf Eger (1885–1965)
- Ernst Egermann (1910–1942)
- Heiner Egge (1949)
- Axel Eggebrecht (1899–1991)
- Jürgen Eggebrecht (1898–1982)
- Marie von Egger (1851–1929)
- Oswald Egger (1963)
- Werner Eggerath (1900–1977)
- Kurt Eggers (1905–1943)
- Heinrich Eggersglüß (1875–1932)
- Emmy von Egidy (1872–1946)
- Werner Egk (1901–1983)
- Werner J. Egli (1943)
- Eugen Egner (1951)

## Eh
- Michl Ehbauer (1899–1964)
- Michael Ehbauer (1949–2011)
- Ursula Ehler (1939–2024)
- Jürgen Ehlers (1948)
- Magdalene Ehlers (1923–2016)
- Wilhelm Ehmer (1896–1976)
- Willi Ehmer (1890–1941)
- Albert Ehrenstein (1886–1950)
- Margot Ehrich (1936–2017)
- Albert Ehrismann (1908–1998)
- Hans Ehrke (1898–1975)
- Hans Heinrich Ehrler (1872–1951)
- Roman Ehrlich (1983)

## Ei
- Clemens Eich (1954–1998)
- Günter Eich (1907–1972)
- Reinhold Eichacker (1886–1931)
- Heinrich Eichen (1905–1986)
- Joseph Freiherr von Eichendorff (1788–1857)
- Michael Eichhammer (1972)
- Hugo Eichhoff (1888–1977)
- Hans Eichhorn (1956–2020)
- Manfred Eichhorn (1951–2023)
- Georg Eichinger (1939)
- Franz Eichler (1871–1956)
- Max Eichmeier (1923–1988)
- Cornelia Eichner (1972)
- Ludwig Eichrodt (1827–1892)
- Rudolf von Eichthal (1877–1974)
- Otto Eicke (1889–1945)
- Wolfram Eicke (1955–2019)
- Klaus Eickhoff (1936–2022)
- Walther Eidlitz (1892–1976)
- Ricarda Jo. Eidmann (1963)
- Gerd-Peter Eigner (1942–2017)
- Wolf-Dieter Eigner (1952–1988)
- Gerhard Eikenbusch (1952)
- Bernd Eilert (1949)
- Eilhart von Oberge (um 1200)
- Carl Einstein (1885–1940)
- Josef Einwanger (1935)
- Erwin Einzinger (1953)
- Paul Eipper (1891–1964)
- Helmut Eisendle (1939–2003)
- Gregor Eisenhauer (1960)
- Friedrich Eisenlohr (1889–1954)
- Richard Eisenmenger (1973–2021)
- Herbert Eisenreich (1925–1986)
- Martha Eitner (1851–1912)
- Rosemarie Eitzert (1939)

## Ek
- Alice M. Ekert-Rotholz (1900–1995)
- Friedrich Ekkehard (1881–1960)

## El
- El Correi, eigentlich Ella Thomass (1877–nach 1939)
- Hartmut El Kurdi (1964)
- Thomas Elbel (1968)
- Johanna Elberskirchen (1864–1943)
- Theodor Walter Elbertzhagen (1888–1967)
- İsmet Elçi (1964)
- Reimer Elers (1948)
- Achim Elfers (1965)
- Paul Elgers, eigentlich Paul Schmidt-Elgers (1915–1995)
- Heinrich Elmenhorst (1632–1704)
- Gisela Elsner (1937–1992)
- Hanns Martin Elster (1888–1983)
- Carl-Christian Elze (1974)

## Em
- Gudrun Embacher (1931–2001)
- Carolin Emcke (* 1967)
- Haymo Empl (* 1971)
- Elisabeth Emundts-Draeger (1898–1987)

## En
- Michael Ende (1929–1995)
- Gertraud Enderlein (1887–1962)
- Paul Enderling (1880–1938)
- Adolf Endler (1930–2009)
- Ria Endres (1946)
- Fred Endrikat (1890–1942)
- Georg Engel (1866–1931)
- Peter Engel (1940)
- Johann Jakob Engel (1741–1802)
- Elisabeth Engelhardt (1925–1978)
- Magdalene Philippine Engelhard (1756–1831)
- Gerrit Engelke (1890–1918)
- Kai Engelke (1946)
- Gustav Engelkes (1905–1973)
- Bernt Engelmann (1921–1994)
- Harri Engelmann (1947)
- Quirin Engasser (1907–1990)
- Ottomar Enking (1867–1945)
- Selli Engler (1899–1972)
- Christian Enzensberger (1931–2009)
- Hans Magnus Enzensberger (1929–2022)
- Ulrich Enzensberger (1944)

## Ep
- Rudolf Eppelsheimer (1927–2006)
- Hans Eppendorfer, eigentlich Hans-Peter Reichelt (1942–1999)
- Max Epstein (1874–1948)

## Er
- Erasmus von Rotterdam (1469–1536)
- Ruth Erat (1951)
- Vinzenz Erath (1906–1976)
- Elke Erb (1938–2024)
- Ute Erb (1940)
- Volker Erbes (1943)
- Claudia Erdheim (1945)
- Franz Erdmann (1898–1963)
- Wilfried Erdmann (1940–2023)
- Friedrich Erdmannsdorffer (1880–1962)
- Johannes Erdrauch (1949)
- Karl Andreas Erhard (1791–1846)
- Carl Hanns Erkelenz (1907–1993)
- Wolf Erlbruch (1948–2022)
- Thomas Erle (1952)
- Maria Erlenberger (≈1948)
- Otto Erler (1872–1943)
- Rainer Erler (1933–2023)
- Ursula Erler (1946)
- Gustav Ernst (1944)
- Otto Ernst, eigentlich Otto Ernst Schmidt (1862–1926)
- Paul Ernst (1866–1933)
- Fritz Erpenbeck (1897–1975)
- Jenny Erpenbeck (1967)
- John Erpenbeck (1942)
- Axel Ertelt (1954–2023)
- Emil Ertl (1860–1935)
- Bruno Ertler (1889–1927)

## Es
- Andreas Eschbach (1959)
- Josef Eschbach (1916–1992)
- Hans Eschelbach (1868–1948)
- Wolfgang Eschker (1941)
- Ernst Eschmann (1886–1953)
- Ernst Wilhelm Eschmann (1904–1987)
- Nataly von Eschstruth (1860–1939)
- Jörgen von Essen (1862–1921)
- Paul Eßer (1939–2020)
- Hermann Essig (1878–1918)
- Christa Estenfeld (1947)
- Felicitas Estermann (1931–2024)

## Et
- Paul Coelestin Ettighoffer (1896–1975)
- Karl Ettlinger (1882–1939)
- Johann Christoph Ettner (1654–1724)
- Elisabeth Etz (1979)
- Theodor Etzel (1873–1930)

## Eu
- Herbert Eulenberg (1876–1949)
- Richard Euringer (1891–1953)

## Ev
- Franz Evers (1871–1947)
- Horst Evers (1967)
- Evert Everts (1941)
- Klas Ewert Everwyn (1930–2022)
- Hanns Heinz Ewers (1871–1943)
- Richard Exner (1929–2008)
- Albrecht von Eyb (1420–1475)
- Carola von Eynatten (1857–1917)
- Max Eyth (1836–1906)